# Аль-Кадмус (нохія)
Аль-Кадмус (араб. ناحية القدموس) — нохія у Сирії, що входить до складу району Баніяс провінції Тартус. Адміністративний центр — м. Кадмус.
| Сирія | Це незавершена стаття з географії Сирії. Ви можете допомогти проєкту, виправивши або дописавши її. |